# Khalid Eisa
Khalid Eisa Mohamed Bilal Saeed (15 settembre 1989) è un calciatore emiratino, portiere dell'Al Ain e della nazionale emiratina.

## Carriera

### Club
Tra il 2010 ed il 2016 ha giocato complessivamente 32 partite nella AFC Champions League.

### Nazionale
Il 10 ottobre 2011 esordisce in nazionale nella partita di qualificazione ai Mondiali 2014 persa per 2-1 contro la Corea del Sud; un mese più tardi parte ancora da titolare nella gara di ritorno con i coreani, chiusasi col punteggio di 2-0. Ha inoltre preso parte ai Giochi Olimpici di Londra 2012.
Nel 2015, 2019 e 2023 ha partecipato a tre edizioni consecutive della Coppa d'Asia.

## Statistiche

### Presenze e reti nei club
Statistiche aggiornate al 22 giugno 2025.
| Stagione         | Squadra          | Campionato       | Campionato | Campionato | Coppe nazionali | Coppe nazionali | Coppe nazionali | Coppe continentali | Coppe continentali | Coppe continentali | Altre coppe | Altre coppe | Altre coppe | Totale | Totale | Totale |
| Stagione         | Squadra          | Comp             | Pres       | Reti       | Comp            | Pres            | Reti            | Comp               | Pres               | Reti               | Comp        | Pres        | Reti        | Pres   | Reti   |        |
| ---------------- | ---------------- | ---------------- | ---------- | ---------- | --------------- | --------------- | --------------- | ------------------ | ------------------ | ------------------ | ----------- | ----------- | ----------- | ------ | ------ | ------ |
| 2010             | Al-Jazira        | PL               | 0          | 0          | -               | -               | -               | ACL                | 1                  | -2                 | -           | -           | -           | 1      | -2     |        |
| 2011             | Al-Jazira        | PL               | 2          | -3         | -               | -               | -               | ACL                | 1                  | -3                 | -           | -           | -           | 3      | -6     |        |
| 2012             | Al-Jazira        | PL               | 12         | -23        | CdL             | 2               | -4              | ACL                | 1                  | -3                 | -           | -           | -           | 15     | -30    |        |
| 2013             | Al-Jazira        | PL               | 2          | 0          | CdL             | 0               | 0               | ACL                | 1                  | -2                 | -           | -           | -           | 3      | -2     |        |
| Totale Al-Jazira | Totale Al-Jazira | Totale Al-Jazira | 16         | -26        |                 | 2               | -4              |                    | 4                  | -10                |             | -           | -           | 22     | -40    |        |
| 2014             | Al-Ain           | PL               | 21         | -23        | -               | -               | -               | ACL                | 11                 | -12                | -           | -           | -           | 32     | -35    |        |
| 2015             | Al-Ain           | PL               | 25         | -19        | CdL             | 0               | 0               | ACL                | 8                  | -5                 | -           | -           | -           | 33     | -24    |        |
| 2016             | Al-Ain           | PL               | 24         | -21        | CP+CdL          | 1+0             | -1+0            | ACL                | 14                 | -13                | -           | -           | -           | 39     | -35    |        |
| 2017             | Al-Ain           | PL               | 21         | -31        | CP+CdL          | 0+0             | 0+0             | ACL                | 10                 | -12                | -           | -           | -           | 31     | -43    |        |
| 2018             | Al-Ain           | PL               | 21         | -21        | CP+CdL          | 0+0             | 0+0             | ACL                | 9                  | -14                | -           | -           | -           | 30     | -35    |        |
| 2019             | Al-Ain           | PL               | 23         | -31        | CP+CdL          | 0+0             | 0+0             | ACL                | 6                  | -10                | SC+Cmc      | 1+4         | -3 + -9     | 34     | -53    |        |
| 2020             | Al-Ain           | PL               | 19         | -21        | CP+CdL          | 0+3             | 0 + -4          | ACL                | 7                  | -13                | -           | -           | -           | 29     | -38    |        |
| 2021             | Al-Ain           | PL               | 24         | -27        | CP+CdL          | 0+0             | 0+0             | ACL                | 1                  | -4                 | -           | -           | -           | 25     | -31    |        |
| 2022             | Al-Ain           | PL               | 24         | -16        | CP+CdL          | 0+0             | 0+0             | ACL                | 7                  | -10                | -           | -           | -           | 31     | -26    |        |
| 2023             | Al-Ain           | PL               | 26         | -29        | CP+CdL          | 5+5             | 0 + -5          | -                  | -                  | -                  | SC          | 1           | -1          | 37     | -35    |        |
| 2024             | Al-Ain           | PL               | 20         | -28        | CP+CdL          | 2+5             | -2 + -5         | ACL                | 13                 | -18                | -           | -           | -           | 40     | -53    |        |
| 2025             | Al-Ain           | PL               | 25         | -31        | CP+CdL          | 1+1             | -1 + -2         | ACL                | 7                  | -20                | CI+Cmc      | 2+1         | -5 + -6     | 37     | -65    |        |
| Totale Al-Ain    | Totale Al-Ain    | Totale Al-Ain    | 273        | -298       |                 | 23              | -20             |                    | 93                 | -131               |             | 9           | -24         | 398    | -473   |        |
| Totale carriera  | Totale carriera  | Totale carriera  | 289        | -324       |                 | 25              | -24             |                    | 97                 | -141               |             | 9           | -24         | 420    | -513   |        |

### Cronologia presenze e reti in nazionale
| Cronologia completa delle presenze e delle reti in nazionale ― Emirati Arabi Uniti | Cronologia completa delle presenze e delle reti in nazionale ― Emirati Arabi Uniti | Cronologia completa delle presenze e delle reti in nazionale ― Emirati Arabi Uniti | Cronologia completa delle presenze e delle reti in nazionale ― Emirati Arabi Uniti | Cronologia completa delle presenze e delle reti in nazionale ― Emirati Arabi Uniti | Cronologia completa delle presenze e delle reti in nazionale ― Emirati Arabi Uniti | Cronologia completa delle presenze e delle reti in nazionale ― Emirati Arabi Uniti | Cronologia completa delle presenze e delle reti in nazionale ― Emirati Arabi Uniti |
| Data                                                                               | Città                                                                              | In casa                                                                            | Risultato                                                                          | Ospiti                                                                             | Competizione                                                                       | Reti                                                                               | Note                                                                               |
| ---------------------------------------------------------------------------------- | ---------------------------------------------------------------------------------- | ---------------------------------------------------------------------------------- | ---------------------------------------------------------------------------------- | ---------------------------------------------------------------------------------- | ---------------------------------------------------------------------------------- | ---------------------------------------------------------------------------------- | ---------------------------------------------------------------------------------- |
| 05-01-2019                                                                         | Abu Dhabi                                                                          | Emirati Arabi Uniti                                                                | 1 – 1                                                                              | Bahrein                                                                            | Coppa d'Asia 2019 - 1º turno                                                       | -1                                                                                 |                                                                                    |
| 10-01-2019                                                                         | Abu Dhabi                                                                          | India                                                                              | 0 – 2                                                                              | Emirati Arabi Uniti                                                                | Coppa d'Asia 2019 - 1º turno                                                       | -                                                                                  |                                                                                    |
| 14-01-2019                                                                         | al-'Ayn                                                                            | Emirati Arabi Uniti                                                                | 1 – 1                                                                              | Thailandia                                                                         | Coppa d'Asia 2019 - 1º turno                                                       | -1                                                                                 |                                                                                    |
| 21-01-2019                                                                         | Abu Dhabi                                                                          | Emirati Arabi Uniti                                                                | 3 – 2 dts                                                                          | Kirghizistan                                                                       | Coppa d'Asia 2019 - Ottavi di finale                                               | -2                                                                                 |                                                                                    |
| 25-01-2019                                                                         | al-'Ayn                                                                            | Emirati Arabi Uniti                                                                | 1 – 0                                                                              | Australia                                                                          | Coppa d'Asia 2019 - Quarti di finale                                               | -                                                                                  |                                                                                    |
| 29-01-2019                                                                         | Abu Dhabi                                                                          | Qatar                                                                              | 4 – 0                                                                              | Emirati Arabi Uniti                                                                | Coppa d'Asia 2019 - Semifinale                                                     | -4                                                                                 |                                                                                    |
| 21-03-2019                                                                         | Abu Dhabi                                                                          | Arabia Saudita                                                                     | 1 – 2                                                                              | Emirati Arabi Uniti                                                                | Amichevole                                                                         | -1                                                                                 | cap.                                                                               |
| 14-11-2019                                                                         | Hanoi                                                                              | Vietnam                                                                            | 1 – 0                                                                              | Emirati Arabi Uniti                                                                | Qual. Mondiali 2022                                                                | -1                                                                                 |                                                                                    |
| 7-1-2023                                                                           | Basra                                                                              | Bahrein                                                                            | 2 – 1                                                                              | Emirati Arabi Uniti                                                                | Coppa delle nazioni del Golfo 2023 - 1º turno                                      | -2                                                                                 |                                                                                    |
| 10-1-2023                                                                          | Basra                                                                              | Emirati Arabi Uniti                                                                | 0 – 1                                                                              | Kuwait                                                                             | Coppa delle nazioni del Golfo 2023 - 1º turno                                      | -1                                                                                 |                                                                                    |
| 13-1-2023                                                                          | Basra                                                                              | Qatar                                                                              | 1 – 1                                                                              | Emirati Arabi Uniti                                                                | Coppa delle nazioni del Golfo 2023 - 1º turno                                      | -1                                                                                 |                                                                                    |
| 12-9-2023                                                                          | Zagabria                                                                           | Costa Rica                                                                         | 1 – 4                                                                              | Emirati Arabi Uniti                                                                | Amichevole                                                                         | -1                                                                                 | cap.                                                                               |
| Totale                                                                             |                                                                                    | Presenze                                                                           | 12                                                                                 |                                                                                    | Reti                                                                               | -15                                                                                |                                                                                    |

## Palmarès

### Club

#### Competizioni nazionali
- Campionato emiratino: 4

Al-Jazira: 2010-2011
Al-Ain: 2014-2015, 2017-2018, 2021-2022
- Coppa del Presidente degli Emirati Arabi Uniti: 4

Al-Jazira: 2010-2011, 2011-2012
Al-Ain: 2013-2014, 2017-2018
- Supercoppa degli Emirati Arabi Uniti: 1

Al-Ain: 2015
- UAE Arabian Gulf Cup: 1

Al-Ain: 2021-2022

#### Competizioni internazionali
- AFC Champions League: 1

Al-Ain: 2023-2024

### Nazionale
- Coppa delle Nazioni del Golfo: 1

2013

### Individuale
- Miglior portiere della Coppa delle Nazioni del Golfo: 1

2017